# Hercules naturreservat
Hercules naturreservat är ett naturreservat sydost om Viby vid Hammarsjöns nordöstra strand, cirka 9 kilometer sydost om Kristianstad. Det skyddade området omfattar en yta på drygt 94 hektar, varav 80 ha land och 14 ha vatten. Den dominerande naturtypen består av betesmarker och strandängar som hävdas genom slåtter samt dammar.
I naturreservatet finns en 3,2 km lång stig och 2001 byggdes ett fågeltorn med utemuseum. 2016 fick utemuseet en ny utställning.

## Områdets historia
Hercules naturreservat är namngivet efter Hercules tegelbruk som var aktivt på platsen 1899–1968. Herculesdammarna är skapade från schakt där tegelbruket tog upp lera..
Rinkaby holme var Rinkabys nordligaste ängsmarker. I det fastställda laga skiftet över Rinkaby år 1845 ingick inte den då benämnda "Holmen". Inte förrän vid laga skiftet år 1964 delades Holmen upp i 17 smala skiften som lades till vissa av byns jordbruksfastigheter. Norr om Rinkaby holme ligger Viby äng.

## Flora och fauna

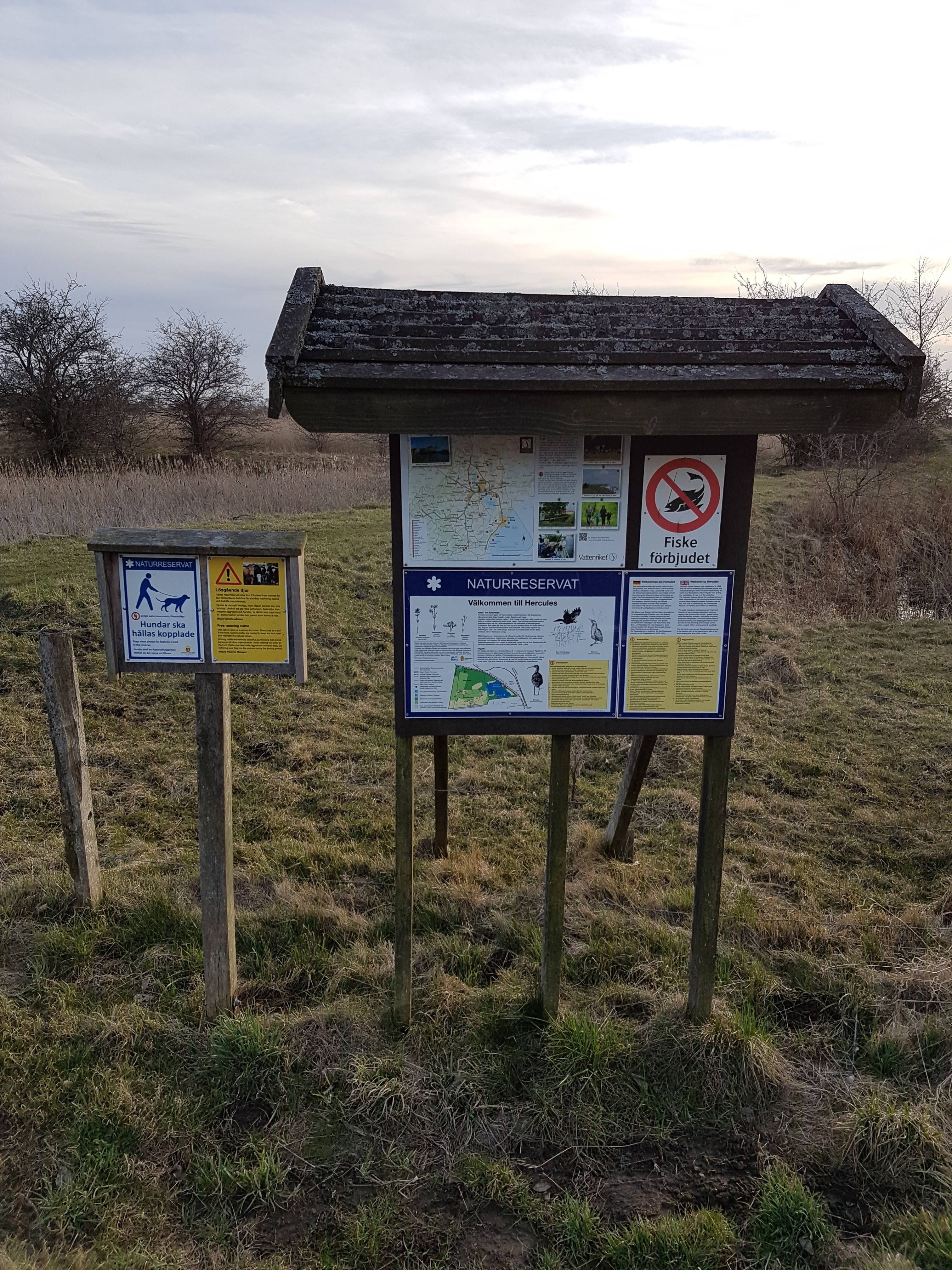
Informationstavla

Området har ett rikt fågelliv. I området förekommer bland annat brun kärrhök, rördrom, stork, rörsångare, sävsångare, skäggmes, vassångare, fiskgjuse, svarttärna och fisktärna. Fladdermöss och många sorters trollsländor förekommer också.
Även floran är rik. Några arter som trivs bra i slåttermarkerna är höskallra, ängsvädd och gökblomster.